# Козија Лука (Трново, Источно Сарајево)
Козија Лука је насељено мјесто у општини Трново на подручју града Источно Сарајево, Република Српска, БиХ. Према попису становништва из 2013. године, у овом насељу није било становника.

## Историја
Мјесто се налази на самој међуентитетској линији разграничења између два ентитета.

## Становништво
Према попису становништва из 1991. године, мјесто је било без становника.